# Софийский трамвай
Софийский трамвай — один из видов общественного транспорта Софии, единственная трамвайная система Болгарии.
Фактически система состоит из двух сетей с разной шириной колеи: узкоколейной (1009 мм) и стандартной (1435 мм, линии 20, 22, 23).
Электрический трамвай действует в Софии с 1 января 1901 года.

## История
История софийского трамвая начинается 1 декабря 1898 года, когда городские власти дали концессию на строительство трамвая французским и бельгийским фирмам. Трамвайное движение началось 1 января 1901 год. На момент своего открытия система состояла из шести линий общей длиной 23 км и обслуживалась 25 моторными и 10 прицепными вагонами. Ширина колеи составляла 1000 мм.
До 1931 года трамвайные вагоны для Софии закупались за границей, с 1931 года новые вагоны строились в Болгарии под руководством инженера Теодосия Кардаева. С 1936 года болгарские трамваи выпускались под маркой ДТО (болг. Дирекцията на трамваите и осветлението)
В 1934 года в районе Красно-Село было построено новое большое трамвайное депо, а в 1951 году здесь же была построена фабрика по производству трамваев, которая заменила старые мастерские ДТО. Фабрика в Красно-Село строила трамваи до 1991 года. Последний построенный на ней трамвай, Т8М-900 продолжает использоваться (по состоянию на 2009 год). С 1991 года фабрика занимается ремонтом старых трамваев.
Первая линия стандартной колеи (1435 мм) была открыта в 7 сентября 1987 года, вторая — в 1995, она же остаётся последней трамвайной линией, построенной в Софии.

## Описание системы
Общая протяжённость трамвайной сети Софии составляет 308 км, из них на стандартную колею (1435 мм) приходится только 40 км (линии 20 и 22), обслуживаемые депо Искър (Четвёртое депо), остальная сеть имеет узкую колею (1009 мм) и обслуживается двумя депо — Красна поляна (Второе депо) и Банишора (Третье депо). Всего в Софии 18 маршрутов (линий)
Исторически первое депо, Клокотница (Станьо Василев), было закрыто в 1999 году. Второе депо, Красно село, было переоборудовано в трамвайный завод «Трамкар». 

## Подвижной состав

### Узкая колея
С тридцатых годов трамвайные вагоны для Софии строились в Болгарии (см. выше). Первоначально это были двухосные вагоны, но уже в семидесятых годах в эксплуатации двухосные вагоны были заменены сочленёнными шести- и восьмиосными трамваями болгарского производства. В 1991—2000 годах для узкоколейной сети в Чехии было закуплено 57 трамваев Tatra T6A2. В тот же период из Галле в Германии поступило 20 бывших в употреблении трамваев Tatra T4D.
С 1991 года трамвайная фабрика в Софии модернизировала шестиосные трамваи, удлиняя их путём добавления ещё одной секции (таким образом трамваи становились восьмиосными). Таким образом было модернизировано 38 трамваев: сначала 14 трамваев получили высокопольную секцию, позднее ещё 24 трамвая были оборудованы низкопольной секцией. С 2006 года трамвайная фабрика Софии сотрудничает с чешскими фирмами Inekon и Pars. Это совместное предприятие модернизировало ещё 18 восьмиосных трамваев, снабдив их дополнительной низкопольной секцией.

### Стандартная колея
Трамваи для первой линии стандартной колеи строились на трамвайной фабрике в Софии, но при их эксплуатации возникли многочисленные проблемы, поэтому в 1989—1990 годах для линий стандартной колеи в Чехии было закуплено 37 трамваев Tatra T6B5.
В 1995 году из Бонна поступили бывшие в употреблении трамваи Grossraum и шести- и восьмиосные трамваи Düwag моделей Т4, GT6, B4, GT8. В апреле 2010 года парк пополнился партией трамваев Tatra B4DM из Лейпцига.